# Ateuchus granigerum
Ateuchus granigerum är en skalbaggsart som beskrevs av Edgar von Harold 1875. Ateuchus granigerum ingår i släktet Ateuchus och familjen bladhorningar. Inga underarter finns listade.